# نوریمیچی یاماموتو
نوریمیچی یاماموتو (انگلیسی: Norimichi Yamamoto؛ زادهٔ ۲۵ ژوئیهٔ ۱۹۹۵) بازیکن فوتبال اهل ژاپن است.